# Valorant Champions 2022
Valorant Champions 2022 là một giải đấu thể thao điện tử dành cho tựa game Valorant. Đây là mùa thứ hai của Valorant Champions, là sự kiện cuối cùng của Valorant Champions Tour (VCT) cho mùa giải thi đấu 2022. Giải đấu được diễn ra từ ngày 31 tháng 8 đến ngày 18 tháng 9 năm 2022, tại Istanbul, Thổ Nhĩ Kỳ.
"Fire Again" là ca khúc chủ đề của giải đấu, được biểu diễn bởi Ashnikko.
Acend là nhà đương kim vô địch của Valorant Champions 2021, nhưng đội tuyển này đã không đủ điều kiện tham dự giải đấu này sau khi thua G2 Esports tại VCT 2022: EMEA Last Chance Qualifier.
LOUD là đội tuyển đã giành chức vô địch thế giới tại Valorant Champions 2022 sau khi đánh bại OpTic Gaming trong trận chung kết với tỷ số 3–1.

## Các đội tham dự
Mười sáu đội đủ điều kiện sẽ tham dự giải đấu đăng quang toàn cầu, với mười đội đủ điều kiện thông qua số điểm kiếm được trong suốt mùa giải, trong khi sáu đội còn lại sẽ vượt qua "Last Chance Qualifier" Các đội sau đây đủ điều kiện tham dự giải:
| Khu vực                         | Khu vực            | Đội             | Tham dự nhờ                             |
| ------------------------------- | ------------------ | --------------- | --------------------------------------- |
| EMEA                            | EMEA               | FunPlus Phoenix | Điểm theo khu vực #1                    |
| EMEA                            | EMEA               | Fnatic          | Điểm theo khu vực #2                    |
| EMEA                            | EMEA               | Team Liquid     | Đội chiến thắng "Last Chance Qualifier" |
| Bắc Mỹ                          | Bắc Mỹ             | OpTic Gaming    | Điểm theo khu vực #1                    |
| Bắc Mỹ                          | Bắc Mỹ             | XSET            | Điểm theo khu vực #2                    |
| Bắc Mỹ                          | Bắc Mỹ             | 100 Thieves     | Đội chiến thắng "Last Chance Qualifier" |
| Châu Á - Thái Bình Dương (APAC) | Singapore Malaysia | Paper Rex       | Điểm theo khu vực #1                    |
| Châu Á - Thái Bình Dương (APAC) | Thái Lan           | XERXIA Esports  | Điểm theo khu vực #2                    |
| Châu Á - Thái Bình Dương (APAC) | Indonesia          | BOOM Esports    | Đội chiến thắng "Last Chance Qualifier" |
| Đông Á                          | Hàn Quốc           | DRX             | Điểm theo khu vực Hàn Quốc #1           |
| Đông Á                          | Nhật Bản           | ZETA DIVISION   | Điểm theo khu vực Nhật Bản #1           |
| Đông Á                          | Trung Quốc         | Edward Gaming   | Đội chiến thắng "Last Chance Qualifier" |
| Nam Mỹ                          | Brazil             | LOUD            | Điểm theo khu vực Brazil #1             |
| Nam Mỹ                          | Brazil             | FURIA Esports   | Á quân "Last Chance Qualifier"          |
| Nam Mỹ                          | Mỹ Latinh          | Leviatán        | Điểm theo khu vực Mỹ Latinh             |
| Nam Mỹ                          | Mỹ Latinh          | KRÜ Esports     | Đội chiến thắng "Last Chance Qualifier" |

## Địa điểm

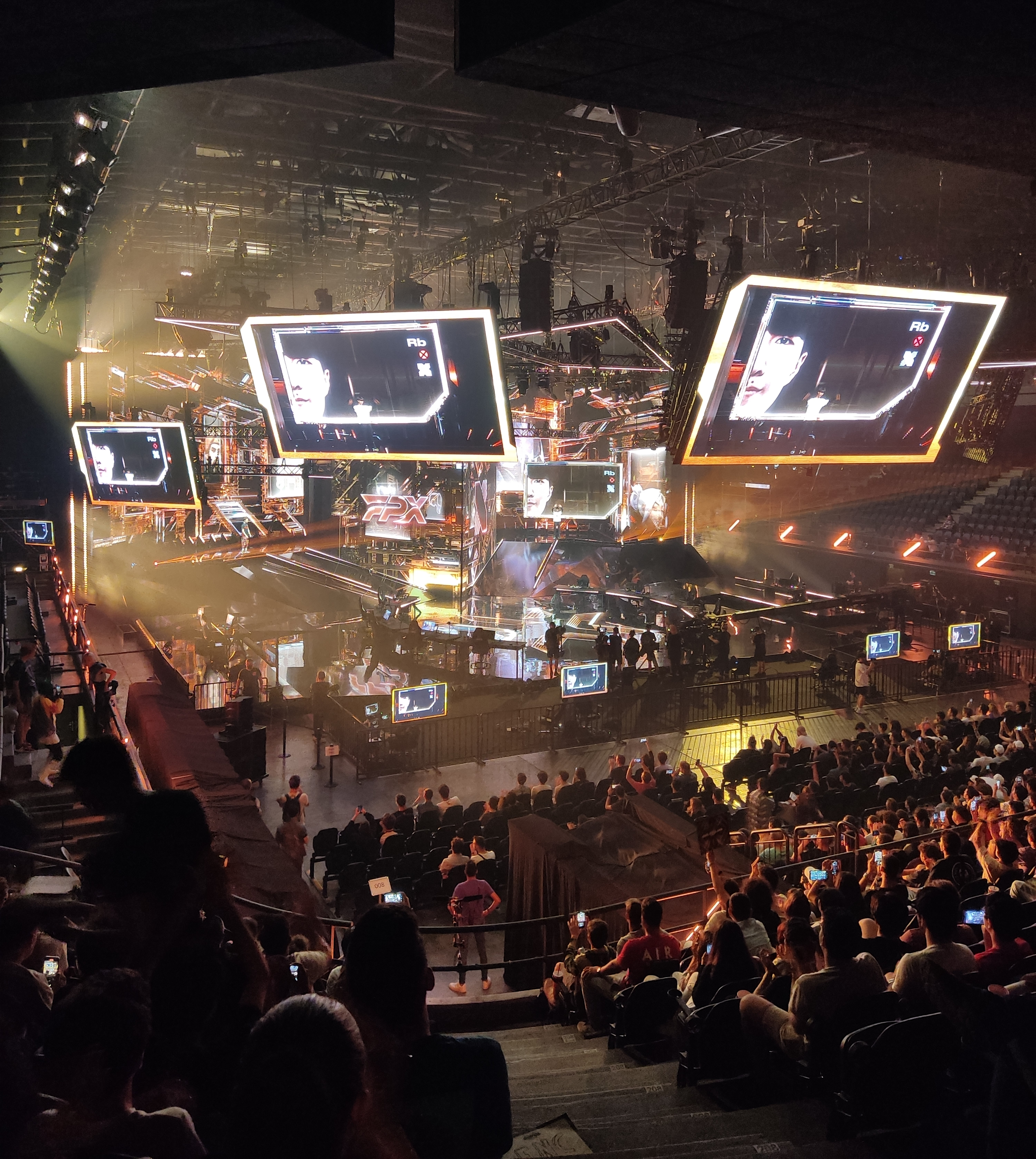
Volkswagen Arena Istanbul trong ngày đầu tiên của vòng loại trực tiếp.

Istanbul đã được chọn là thành phố đăng cai tổ chức giải đấu. Giải đấu được tổ chức tại Volkswagen Arena Istanbul, với sự tham gia của khán giả.
| Istanbul, Turkey          | Istanbul, Turkey | Istanbul, Turkey | Istanbul, Turkey |
| ------------------------- | ---------------- | ---------------- | ---------------- |
| Volkswagen Arena Istanbul |                  |                  |                  |
| Istanbul                  |                  |                  |                  |

## Thể thức thi đấu
- Vòng bảng: diễn ra từ 31 tháng 8 đến 8 tháng 9 năm 2022
  - Tất cả 16 đội được chia thành 4 bảng, mỗi nhóm 4 đội thi đấu theo thể thức loại trực tiếp đôi kiểu GSL.
  - Các trò chơi được tổ chức theo loạt Bo3.
  - Chỉ có 2 đội đứng đầu mỗi bảng mới đủ điều kiện tham dự vòng loại trực tiếp.
- Vòng loại trực tiếp: diễn ra từ 9 tháng 9 đến 18 tháng 9 năm 2022
  - 8 đội vượt qua vòng loại trực tiếp sẽ thi đấu theo thể thức đôi loại trực tiếp.
  - Tất cả các trận đấu đều là loạt Bo3, ngoại trừ Trận chung kết nhánh dưới và Chung kết tổng, là loạt Bo5.
  - Vòng loại trực tiếp sẽ được tổ chức tại Volkswagen Arena, Istanbul.
  - Đội hạng nhất của mỗi bảng sẽ đấu với đội hạng nhì của một bảng khác.
    - Các đội trong cùng một bảng sẽ ở phía đối diện của Nhánh thắng, có nghĩa là họ không thể đấu với nhau cho đến trận Chung kết Nhánh thắng (nếu cả hai đều không đi xuống Nhánh thua).
    - Các đội cùng phe ở Nhánh thắng sẽ ở phía đối diện của Nhánh thua nếu cả hai cùng đi xuống, nghĩa là họ không thể đấu với nhau cho đến khi Bán kết Nhánh thua diễn ra.

## Vòng bảng
Riot Games đã công bố lễ bốc thăm và chia bảng vòng bảng của giải đấu vào ngày 17 tháng 8. Cặp thi đấu đầu tiên của giải giữa Edward Gaming và Paper Rex đã được bắt đầu vào ngày 31 tháng 8.

### Bảng A
|  |               |               |           |             |             |              |              |                 |                 |                 |             |             |             |
|  | Vòng 1        | Vòng 1        | Vòng 1    |             |             | Thắng vòng 1 | Thắng vòng 1 | Thắng vòng 1    |                 |                 | Đội đi tiếp | Đội đi tiếp | Đội đi tiếp |
|  | Vòng 1        | Vòng 1        | Vòng 1    |             |             | Thắng vòng 1 | Thắng vòng 1 | Thắng vòng 1    |                 |                 | Đội đi tiếp | Đội đi tiếp | Đội đi tiếp |
|  | 31 tháng 8    |               |           |             |             |              |              |                 |                 |                 |             |             |             |
|  |               |               |           |             |             |              |              |                 |                 |                 |             |             |             |
|  | Paper Rex     | Paper Rex     | 2         |             |             |              |              |                 |                 |                 |             |             |             |
|  | Paper Rex     | Paper Rex     | 2         | 1 tháng 9   |             |              |              |                 |                 |                 |             |             |             |
|  | Edward Gaming | Edward Gaming | 1         |             |             |              |              |                 |                 |                 |             |             |             |
|  | Edward Gaming | Edward Gaming | 1         |             |             | Paper Rex    | Paper Rex    | 0               |                 |                 |             |             |             |
|  | 31 tháng 8    |               |           |             |             | Paper Rex    | Paper Rex    | 0               |                 |                 |             |             |             |
|  |               |               | Leviatán  | Leviatán    | 2           |              |              |                 |                 |                 |             |             |             |
|  | Leviatán      | Leviatán      | Leviatán  | Leviatán    | 2           | 2            |              |                 |                 |                 |             |             |             |
|  | Leviatán      | Leviatán      |           |             |             |              |              |                 |                 |                 |             |             |             |
|  | Team Liquid   | Team Liquid   | 0         |             |             |              |              |                 |                 |                 |             |             |             |
|  | Team Liquid   | Team Liquid   | 0         |             |             | A1           | Leviatán     | Leviatán        |                 |                 |             |             |             |
|  |               |               |           |             |             |              |              |                 |                 |                 |             |             |             |
|  |               |               | A2        | Team Liquid | Team Liquid |              |              |                 |                 |                 |             |             |             |
|  | Vòng loại     | Vòng loại     | Vòng loại | Team Liquid | Team Liquid |              |              | Vòng quyết định | Vòng quyết định | Vòng quyết định |             |             |             |
|  | Vòng loại     | Vòng loại     | Vòng loại |             |             |              |              | Vòng quyết định | Vòng quyết định | Vòng quyết định |             |             |             |
|  |               |               |           | 7 tháng 9   |             |              |              |                 |                 |                 |             |             |             |
|  |               |               |           |             |             |              |              |                 |                 |                 |             |             |             |
|  | 4 tháng 9     | 4 tháng 9     | 4 tháng 9 | Paper Rex   | Paper Rex   | 1            |              |                 |                 |                 |             |             |             |
|  | 4 tháng 9     | 4 tháng 9     | 4 tháng 9 | Paper Rex   | Paper Rex   | 1            |              |                 |                 |                 |             |             |             |
|  | Edward Gaming | Edward Gaming | 0         |             |             | Team Liquid  | Team Liquid  | 2               |                 |                 |             |             |             |
|  | Edward Gaming | Edward Gaming | 0         |             |             | Team Liquid  | Team Liquid  | 2               |                 |                 |             |             |             |
|  | Team Liquid   | Team Liquid   | 2         |             |             |              |              |                 |                 |                 |             |             |             |
|  | Team Liquid   | Team Liquid   | 2         |             |             |              |              |                 |                 |                 |             |             |             |

### Bảng B
|  |               |               |           |           |      |               |               |                 |                 |                 |             |             |             |
|  | Vòng 1        | Vòng 1        | Vòng 1    |           |      | Thắng vòng 1  | Thắng vòng 1  | Thắng vòng 1    |                 |                 | Đội đi tiếp | Đội đi tiếp | Đội đi tiếp |
|  | Vòng 1        | Vòng 1        | Vòng 1    |           |      | Thắng vòng 1  | Thắng vòng 1  | Thắng vòng 1    |                 |                 | Đội đi tiếp | Đội đi tiếp | Đội đi tiếp |
|  | 1 tháng 9     |               |           |           |      |               |               |                 |                 |                 |             |             |             |
|  |               |               |           |           |      |               |               |                 |                 |                 |             |             |             |
|  | OpTic Gaming  | OpTic Gaming  | 2         |           |      |               |               |                 |                 |                 |             |             |             |
|  | OpTic Gaming  | OpTic Gaming  | 2         | 2 tháng 9 |      |               |               |                 |                 |                 |             |             |             |
|  | BOOM Esports  | BOOM Esports  | 1         |           |      |               |               |                 |                 |                 |             |             |             |
|  | BOOM Esports  | BOOM Esports  | 1         |           |      | OpTic Gaming  | OpTic Gaming  | 2               |                 |                 |             |             |             |
|  | 1 tháng 9     |               |           |           |      | OpTic Gaming  | OpTic Gaming  | 2               |                 |                 |             |             |             |
|  |               |               | LOUD      | LOUD      | 1    |               |               |                 |                 |                 |             |             |             |
|  | ZETA DIVISION | ZETA DIVISION | LOUD      | LOUD      | 1    | 0             |               |                 |                 |                 |             |             |             |
|  | ZETA DIVISION | ZETA DIVISION |           |           |      |               |               |                 |                 |                 |             |             |             |
|  | LOUD          | LOUD          | 2         |           |      |               |               |                 |                 |                 |             |             |             |
|  | LOUD          | LOUD          | 2         |           |      | B1            | OpTic Gaming  | OpTic Gaming    |                 |                 |             |             |             |
|  |               |               |           |           |      |               |               |                 |                 |                 |             |             |             |
|  |               |               | B2        | LOUD      | LOUD |               |               |                 |                 |                 |             |             |             |
|  | Vòng loại     | Vòng loại     | Vòng loại | LOUD      | LOUD |               |               | Vòng quyết định | Vòng quyết định | Vòng quyết định |             |             |             |
|  | Vòng loại     | Vòng loại     | Vòng loại |           |      |               |               | Vòng quyết định | Vòng quyết định | Vòng quyết định |             |             |             |
|  |               |               |           | 7 tháng 9 |      |               |               |                 |                 |                 |             |             |             |
|  |               |               |           |           |      |               |               |                 |                 |                 |             |             |             |
|  | 4 tháng 9     | 4 tháng 9     | 4 tháng 9 | LOUD      | LOUD | 2             |               |                 |                 |                 |             |             |             |
|  | 4 tháng 9     | 4 tháng 9     | 4 tháng 9 | LOUD      | LOUD | 2             |               |                 |                 |                 |             |             |             |
|  | BOOM Esports  | BOOM Esports  | 1         |           |      | ZETA DIVISION | ZETA DIVISION | 0               |                 |                 |             |             |             |
|  | BOOM Esports  | BOOM Esports  | 1         |           |      | ZETA DIVISION | ZETA DIVISION | 0               |                 |                 |             |             |             |
|  | ZETA DIVISION | ZETA DIVISION | 2         |           |      |               |               |                 |                 |                 |             |             |             |
|  | ZETA DIVISION | ZETA DIVISION | 2         |           |      |               |               |                 |                 |                 |             |             |             |

### Bảng C
|  |                 |                 |           |                 |                 |                 |                 |                 |                 |                 |             |             |             |
|  | Vòng 1          | Vòng 1          | Vòng 1    |                 |                 | Thắng vòng 1    | Thắng vòng 1    | Thắng vòng 1    |                 |                 | Đội đi tiếp | Đội đi tiếp | Đội đi tiếp |
|  | Vòng 1          | Vòng 1          | Vòng 1    |                 |                 | Thắng vòng 1    | Thắng vòng 1    | Thắng vòng 1    |                 |                 | Đội đi tiếp | Đội đi tiếp | Đội đi tiếp |
|  | 3 tháng 9       |                 |           |                 |                 |                 |                 |                 |                 |                 |             |             |             |
|  |                 |                 |           |                 |                 |                 |                 |                 |                 |                 |             |             |             |
|  | FunPlus Phoenix | FunPlus Phoenix | 2         |                 |                 |                 |                 |                 |                 |                 |             |             |             |
|  | FunPlus Phoenix | FunPlus Phoenix | 2         | 5 tháng 9       |                 |                 |                 |                 |                 |                 |             |             |             |
|  | KRÜ Esports     | KRÜ Esports     | 0         |                 |                 |                 |                 |                 |                 |                 |             |             |             |
|  | KRÜ Esports     | KRÜ Esports     | 0         |                 |                 | FunPlus Phoenix | FunPlus Phoenix | 1               |                 |                 |             |             |             |
|  | 3 tháng 9       |                 |           |                 |                 | FunPlus Phoenix | FunPlus Phoenix | 1               |                 |                 |             |             |             |
|  |                 |                 | XSET      | XSET            | 2               |                 |                 |                 |                 |                 |             |             |             |
|  | XSET            | XSET            | XSET      | XSET            | 2               | 2               |                 |                 |                 |                 |             |             |             |
|  | XSET            | XSET            |           |                 |                 |                 |                 |                 |                 |                 |             |             |             |
|  | XERXIA Esports  | XERXIA Esports  | 0         |                 |                 |                 |                 |                 |                 |                 |             |             |             |
|  | XERXIA Esports  | XERXIA Esports  | 0         |                 |                 | C1              | XSET            | XSET            |                 |                 |             |             |             |
|  |                 |                 |           |                 |                 |                 |                 |                 |                 |                 |             |             |             |
|  |                 |                 | C2        | FunPlus Phoenix | FunPlus Phoenix |                 |                 |                 |                 |                 |             |             |             |
|  | Vòng loại       | Vòng loại       | Vòng loại | FunPlus Phoenix | FunPlus Phoenix |                 |                 | Vòng quyết định | Vòng quyết định | Vòng quyết định |             |             |             |
|  | Vòng loại       | Vòng loại       | Vòng loại |                 |                 |                 |                 | Vòng quyết định | Vòng quyết định | Vòng quyết định |             |             |             |
|  |                 |                 |           | 8 tháng 9       |                 |                 |                 |                 |                 |                 |             |             |             |
|  |                 |                 |           |                 |                 |                 |                 |                 |                 |                 |             |             |             |
|  | 5 tháng 9       | 5 tháng 9       | 5 tháng 9 | FunPlus Phoenix | FunPlus Phoenix | 2               |                 |                 |                 |                 |             |             |             |
|  | 5 tháng 9       | 5 tháng 9       | 5 tháng 9 | FunPlus Phoenix | FunPlus Phoenix | 2               |                 |                 |                 |                 |             |             |             |
|  | KRÜ Esports     | KRÜ Esports     | 2         |                 |                 | KRÜ Esports     | KRÜ Esports     | 0               |                 |                 |             |             |             |
|  | KRÜ Esports     | KRÜ Esports     | 2         |                 |                 | KRÜ Esports     | KRÜ Esports     | 0               |                 |                 |             |             |             |
|  | XERXIA Esports  | XERXIA Esports  | 1         |                 |                 |                 |                 |                 |                 |                 |             |             |             |
|  | XERXIA Esports  | XERXIA Esports  | 1         |                 |                 |                 |                 |                 |                 |                 |             |             |             |

### Bảng D
|  |               |               |             |             |             |              |              |                 |                 |                 |             |             |             |
|  | Vòng 1        | Vòng 1        | Vòng 1      |             |             | Thắng vòng 1 | Thắng vòng 1 | Thắng vòng 1    |                 |                 | Đội đi tiếp | Đội đi tiếp | Đội đi tiếp |
|  | Vòng 1        | Vòng 1        | Vòng 1      |             |             | Thắng vòng 1 | Thắng vòng 1 | Thắng vòng 1    |                 |                 | Đội đi tiếp | Đội đi tiếp | Đội đi tiếp |
|  | 2 tháng 9     |               |             |             |             |              |              |                 |                 |                 |             |             |             |
|  |               |               |             |             |             |              |              |                 |                 |                 |             |             |             |
|  | DRX           | DRX           | 2           |             |             |              |              |                 |                 |                 |             |             |             |
|  | DRX           | DRX           | 2           | 3 tháng 9   |             |              |              |                 |                 |                 |             |             |             |
|  | FURIA Esports | FURIA Esports | 0           |             |             |              |              |                 |                 |                 |             |             |             |
|  | FURIA Esports | FURIA Esports | 0           |             |             | DRX          | DRX          | 2               |                 |                 |             |             |             |
|  | 2 tháng 9     |               |             |             |             | DRX          | DRX          | 2               |                 |                 |             |             |             |
|  |               |               | 100 Thieves | 100 Thieves | 0           |              |              |                 |                 |                 |             |             |             |
|  | Fnatic        | Fnatic        | 100 Thieves | 100 Thieves | 0           | 1            |              |                 |                 |                 |             |             |             |
|  | Fnatic        | Fnatic        |             |             |             |              |              |                 |                 |                 |             |             |             |
|  | 100 Thieves   | 100 Thieves   | 2           |             |             |              |              |                 |                 |                 |             |             |             |
|  | 100 Thieves   | 100 Thieves   | 2           |             |             | D1           | DRX          | DRX             |                 |                 |             |             |             |
|  |               |               |             |             |             |              |              |                 |                 |                 |             |             |             |
|  |               |               | D2          | Fnatic      | Fnatic      |              |              |                 |                 |                 |             |             |             |
|  | Vòng loại     | Vòng loại     | Vòng loại   | Fnatic      | Fnatic      |              |              | Vòng quyết định | Vòng quyết định | Vòng quyết định |             |             |             |
|  | Vòng loại     | Vòng loại     | Vòng loại   |             |             |              |              | Vòng quyết định | Vòng quyết định | Vòng quyết định |             |             |             |
|  |               |               |             | 8 tháng 9   |             |              |              |                 |                 |                 |             |             |             |
|  |               |               |             |             |             |              |              |                 |                 |                 |             |             |             |
|  | 5 tháng 9     | 5 tháng 9     | 5 tháng 9   | 100 Thieves | 100 Thieves | 0            |              |                 |                 |                 |             |             |             |
|  | 5 tháng 9     | 5 tháng 9     | 5 tháng 9   | 100 Thieves | 100 Thieves | 0            |              |                 |                 |                 |             |             |             |
|  | FURIA Esports | FURIA Esports | 1           |             |             | Fnatic       | Fnatic       | 2               |                 |                 |             |             |             |
|  | FURIA Esports | FURIA Esports | 1           |             |             | Fnatic       | Fnatic       | 2               |                 |                 |             |             |             |
|  | Fnatic        | Fnatic        | 2           |             |             |              |              |                 |                 |                 |             |             |             |
|  | Fnatic        | Fnatic        | 2           |             |             |              |              |                 |                 |                 |             |             |             |

## Vòng loại Trực tiếp
Vòng loại trực tiếp sẽ bắt đầu vào ngày 9 tháng 9 năm 2022. 
|  |                     |                     |                     |                      |                      |                      |                      |                      |                      |                      |                       |                       |                       |     |              |   |  |  |  |  |                |                |                |
|  | Tứ kết nhánh thắng  | Tứ kết nhánh thắng  | Tứ kết nhánh thắng  |                      |                      | Bán kết nhánh thắng  | Bán kết nhánh thắng  | Bán kết nhánh thắng  |                      |                      | Chung kết nhánh thắng | Chung kết nhánh thắng | Chung kết nhánh thắng |     |              |   |  |  |  |  | Chung kết tổng | Chung kết tổng | Chung kết tổng |
|  | Tứ kết nhánh thắng  | Tứ kết nhánh thắng  | Tứ kết nhánh thắng  |                      |                      | Bán kết nhánh thắng  | Bán kết nhánh thắng  | Bán kết nhánh thắng  |                      |                      | Chung kết nhánh thắng | Chung kết nhánh thắng | Chung kết nhánh thắng |     |              |   |  |  |  |  | Chung kết tổng | Chung kết tổng | Chung kết tổng |
|  | Trận 1 - 9 tháng    |                     |                     |                      |                      |                      |                      |                      |                      |                      |                       |                       |                       |     |              |   |  |  |  |  |                |                |                |
|  |                     |                     |                     |                      |                      |                      |                      |                      |                      |                      |                       |                       |                       |     |              |   |  |  |  |  |                |                |                |
|  | D1                  | DRX                 | 2                   |                      |                      |                      |                      |                      |                      |                      |                       |                       |                       |     |              |   |  |  |  |  |                |                |                |
|  | D1                  | DRX                 | 2                   | Trận 7 - 12 tháng 9  |                      |                      |                      |                      |                      |                      |                       |                       |                       |     |              |   |  |  |  |  |                |                |                |
|  | C2                  | FunPlus Phoenix     | 0                   |                      |                      |                      |                      |                      |                      |                      |                       |                       |                       |     |              |   |  |  |  |  |                |                |                |
|  | C2                  | FunPlus Phoenix     | 0                   |                      |                      | W1                   | DRX                  | 0                    |                      |                      |                       |                       |                       |     |              |   |  |  |  |  |                |                |                |
|  | Trận 2 - 9 tháng    |                     |                     |                      |                      | W1                   | DRX                  | 0                    |                      |                      |                       |                       |                       |     |              |   |  |  |  |  |                |                |                |
|  |                     |                     | W2                  | LOUD                 | 2                    |                      |                      |                      |                      |                      |                       |                       |                       |     |              |   |  |  |  |  |                |                |                |
|  | A1                  | Leviatán            | W2                  | LOUD                 | 2                    | 0                    |                      |                      |                      |                      |                       |                       |                       |     |              |   |  |  |  |  |                |                |                |
|  | A1                  | Leviatán            |                     |                      |                      | 0                    | Trận 11 - 16 tháng 9 |                      |                      |                      |                       |                       |                       |     |              |   |  |  |  |  |                |                |                |
|  | B2                  | LOUD                | 2                   |                      |                      |                      |                      |                      |                      |                      |                       |                       |                       |     |              |   |  |  |  |  |                |                |                |
|  | B2                  | LOUD                | 2                   |                      |                      | W7                   | LOUD                 | 2                    |                      |                      |                       |                       |                       |     |              |   |  |  |  |  |                |                |                |
|  | Trận 3 - 10 tháng 9 |                     |                     |                      |                      | W7                   | LOUD                 | 2                    |                      |                      |                       |                       |                       |     |              |   |  |  |  |  |                |                |                |
|  |                     |                     | W8                  | OpTic Gaming         | 0                    |                      |                      |                      |                      |                      |                       |                       |                       |     |              |   |  |  |  |  |                |                |                |
|  | B1                  | OpTic Gaming        | W8                  | OpTic Gaming         | 0                    | 2                    |                      |                      |                      |                      |                       |                       |                       |     |              |   |  |  |  |  |                |                |                |
|  | B1                  | OpTic Gaming        | Trận 8 - 12 tháng 9 |                      |                      | 2                    |                      |                      |                      |                      |                       |                       |                       |     |              |   |  |  |  |  |                |                |                |
|  | A2                  | Team Liquid         | 1                   |                      |                      |                      |                      |                      |                      |                      |                       |                       |                       |     |              |   |  |  |  |  |                |                |                |
|  | A2                  | Team Liquid         | 1                   |                      |                      | W3                   | OpTic Gaming         | 2                    |                      |                      |                       |                       |                       |     |              |   |  |  |  |  |                |                |                |
|  | Trận 4 - 10 tháng   |                     |                     |                      |                      | W3                   | OpTic Gaming         | 2                    |                      |                      |                       |                       |                       |     |              |   |  |  |  |  |                |                |                |
|  |                     |                     | W4                  | XSET                 | 1                    |                      |                      |                      |                      |                      |                       |                       |                       |     |              |   |  |  |  |  |                |                |                |
|  | C1                  | XSET                | W4                  | XSET                 | 1                    | 2                    |                      |                      |                      |                      | Trận 14 - 18 tháng 9  | Trận 14 - 18 tháng 9  | Trận 14 - 18 tháng 9  |     |              |   |  |  |  |  |                |                |                |
|  | C1                  | XSET                |                     |                      |                      |                      |                      |                      |                      |                      | Trận 14 - 18 tháng 9  | Trận 14 - 18 tháng 9  | Trận 14 - 18 tháng 9  |     |              |   |  |  |  |  |                |                |                |
|  | D2                  | Fnatic              | 0                   |                      |                      | W11                  | LOUD                 | 3                    |                      |                      |                       |                       |                       |     |              |   |  |  |  |  |                |                |                |
|  | D2                  | Fnatic              | 0                   |                      |                      | W11                  | LOUD                 | 3                    |                      |                      |                       |                       |                       |     |              |   |  |  |  |  |                |                |                |
|  |                     |                     |                     |                      |                      | W13                  | OpTic Gaming         | 1                    |                      |                      |                       |                       |                       |     |              |   |  |  |  |  |                |                |                |
|  |                     |                     |                     |                      |                      | W13                  | OpTic Gaming         | 1                    |                      |                      |                       |                       |                       |     |              |   |  |  |  |  |                |                |                |
|  | Vòng 1 nhánh thua   | Vòng 1 nhánh thua   | Vòng 1 nhánh thua   | Tứ kết nhánh thua    | Tứ kết nhánh thua    | Tứ kết nhánh thua    | Bán kết nhánh thua   | Bán kết nhánh thua   | Bán kết nhánh thua   | Chung kết nhánh thua | Chung kết nhánh thua  | Chung kết nhánh thua  |                       |     |              |   |  |  |  |  |                |                |                |
|  | Vòng 1 nhánh thua   | Vòng 1 nhánh thua   | Vòng 1 nhánh thua   | Tứ kết nhánh thua    | Tứ kết nhánh thua    | Tứ kết nhánh thua    | Bán kết nhánh thua   | Bán kết nhánh thua   | Bán kết nhánh thua   | Chung kết nhánh thua | Chung kết nhánh thua  | Chung kết nhánh thua  |                       |     |              |   |  |  |  |  |                |                |                |
|  |                     |                     |                     | Trận 9 - 13 tháng 9  |                      |                      |                      |                      |                      |                      |                       |                       |                       |     |              |   |  |  |  |  |                |                |                |
|  |                     |                     |                     |                      |                      |                      |                      |                      |                      |                      |                       |                       |                       |     |              |   |  |  |  |  |                |                |                |
|  | Trận 5 - 11 tháng 9 | Trận 5 - 11 tháng 9 | Trận 5 - 11 tháng 9 | L8                   | XSET                 | 1                    | Trận 13 - 17 tháng 9 | Trận 13 - 17 tháng 9 | Trận 13 - 17 tháng 9 |                      |                       |                       |                       |     |              |   |  |  |  |  |                |                |                |
|  | Trận 5 - 11 tháng 9 | Trận 5 - 11 tháng 9 | Trận 5 - 11 tháng 9 | L8                   | XSET                 | 1                    | Trận 13 - 17 tháng 9 | Trận 13 - 17 tháng 9 | Trận 13 - 17 tháng 9 |                      |                       |                       |                       |     |              |   |  |  |  |  |                |                |                |
|  | L1                  | FunPlus Phoenix     | 2                   |                      |                      | W5                   | FunPlus Phoenix      | 2                    |                      |                      | Trận 12 - 16 tháng 9  | Trận 12 - 16 tháng 9  | Trận 12 - 16 tháng 9  | L11 | OpTic Gaming | 3 |  |  |  |  |                |                |                |
|  | L1                  | FunPlus Phoenix     | 2                   |                      |                      | W5                   | FunPlus Phoenix      | 2                    |                      |                      | Trận 12 - 16 tháng 9  | Trận 12 - 16 tháng 9  | Trận 12 - 16 tháng 9  | L11 | OpTic Gaming | 3 |  |  |  |  |                |                |                |
|  | L2                  | Leviatán            | 0                   |                      |                      |                      |                      |                      | W9                   | FunPlus Phoenix      | 0                     |                       |                       | W12 | DRX          | 2 |  |  |  |  |                |                |                |
|  | L2                  | Leviatán            | 0                   |                      |                      |                      |                      |                      | W9                   | FunPlus Phoenix      | 0                     |                       |                       | W12 | DRX          | 2 |  |  |  |  |                |                |                |
|  |                     |                     |                     | Trận 10 - 13 tháng 9 | Trận 10 - 13 tháng 9 | Trận 10 - 13 tháng 9 |                      |                      | W10                  | DRX                  | 2                     |                       |                       |     |              |   |  |  |  |  |                |                |                |
|  |                     |                     |                     | Trận 10 - 13 tháng 9 | Trận 10 - 13 tháng 9 | Trận 10 - 13 tháng 9 |                      |                      | W10                  | DRX                  | 2                     |                       |                       |     |              |   |  |  |  |  |                |                |                |
|  | Trận 6 - 11 tháng 9 | Trận 6 - 11 tháng 9 | Trận 6 - 11 tháng 9 | L7                   | DRX                  | 2                    |                      |                      |                      |                      |                       |                       |                       |     |              |   |  |  |  |  |                |                |                |
|  | Trận 6 - 11 tháng 9 | Trận 6 - 11 tháng 9 | Trận 6 - 11 tháng 9 | L7                   | DRX                  | 2                    |                      |                      |                      |                      |                       |                       |                       |     |              |   |  |  |  |  |                |                |                |
|  | L3                  | Team Liquid         | 0                   |                      |                      | W6                   | Fnatic               | 1                    |                      |                      |                       |                       |                       |     |              |   |  |  |  |  |                |                |                |
|  | L3                  | Team Liquid         | 0                   |                      |                      | W6                   | Fnatic               | 1                    |                      |                      |                       |                       |                       |     |              |   |  |  |  |  |                |                |                |
|  | L4                  | Fnatic              | 2                   |                      |                      |                      |                      |                      |                      |                      |                       |                       |                       |     |              |   |  |  |  |  |                |                |                |
|  | L4                  | Fnatic              | 2                   |                      |                      |                      |                      |                      |                      |                      |                       |                       |                       |     |              |   |  |  |  |  |                |                |                |

## Giải thưởng
| Vị trí              | Đội             | Tiền thưởng  |
| ------------------- | --------------- | ------------ |
| Hạng nhất           | LOUD            | $300.000 USD |
| Hạng nhì            | OpTic Gaming    | $150.000 USD |
| Hạng ba             | DRX             | $110.000 USD |
| Hạng bốn            | FunPlus Phoenix | $80.000 USD  |
| Hạng 5 và 6         | XSET            | $60.000 USD  |
| Hạng 5 và 6         | Fnatic          | $60.000 USD  |
| Hạng 7 và 8         | Team Liquid     | $40.000 USD  |
| Hạng 7 và 8         | Leviatán        | $40.000 USD  |
| Hạng 9 đến hạng 12  | 100 Thieves     | $25.000 USD  |
| Hạng 9 đến hạng 12  | KRÜ Esports     | $25.000 USD  |
| Hạng 9 đến hạng 12  | ZETA DIVISIOM   | $25.000 USD  |
| Hạng 9 đến hạng 12  | Paper Rex       | $25.000 USD  |
| Hạng 13 đến hạng 16 | FURIA Esports   | $15.000 USD  |
| Hạng 13 đến hạng 16 | XERXIA Esports  | $15.000 USD  |
| Hạng 13 đến hạng 16 | BOOM Esports    | $15.000 USD  |
| Hạng 13 đến hạng 16 | Edward Gaming   | $15.000 USD  |